# HIMAC
HIMAC（ハイマック）は、千葉県千葉市の国立研究開発法人量子科学技術研究開発機構にある重粒子線がん治療装置である。
HIMACとは、"Heavy Ion Medical Accelerator in Chiba"の頭文字をとったもので、直訳すると「千葉にある重イオン医療用加速器」となる。
2リングの主加速器（シンクロトロン）・入射器・線型加速器（RFQ・アルバレ）・重イオン源・治療室で構成されている。日本有数の強力な重イオン加速器であり、RIビームを生成することも出来、夜間や休日等に原子核物理学等治療以外の研究も行われている。

## 構成装置

### 主加速器（シンクロトロン）
2重リング式シンクロトロンを使用することにより、最大約800MeV/核子（光速の約84%）まで加速可能。リング直径約42m、周長約130m。2重リング方式により、水平・垂直エネルギーを変化させ、的確に照射できる。

### 線型加速器
RFQ・アルバレ両方の加速器を使うことによって、約6MeV/核子（光速の約11%）まで加速が可能となる。
RFQライナック
直径0.6m、長さ7.3mの線型加速器。800keV/核子（光速の約4%）まで加速可能。
アルバレライナック
直径2.2m、長さ24mの線型加速器。6MeV/核子（光速の約11%）まで加速可能。

### イオン源
PIG型
治療に必要なビーム強度・安定した長寿命のイオン源を設計・製作。炭素(C)・窒素(N)・酸素(O)・ネオン(Ne)等、治療に必要な強度の確保可能。
ECR型
PIG型に比べ、さらに長寿命で比較的重い元素の多価イオン生成に適する。

### 治療室
多様な腫瘍でも照射治療ができるよう、どの重粒子線でも体内飛程：約30cmが必要。それらのビームを治療台近傍にあるスノート（照射筒）より患部に照射する。2重リング式の場合、垂直・水平ビームを使う治療が可能。治療に用いられるコースは垂直のみ、垂直・水平、水平のみの3コース（3室）がある（2009年6月現在）。hebtから入射してきたビームは散乱体、ワブラを通過し、リッジフィルタ、レンジシフタを通過し、MLC（Multi　Leaf　Collimeter）で重粒子での照射範囲をコリーメートし、ボーラスにて照射強度を形成する。